# Arturo Cancela

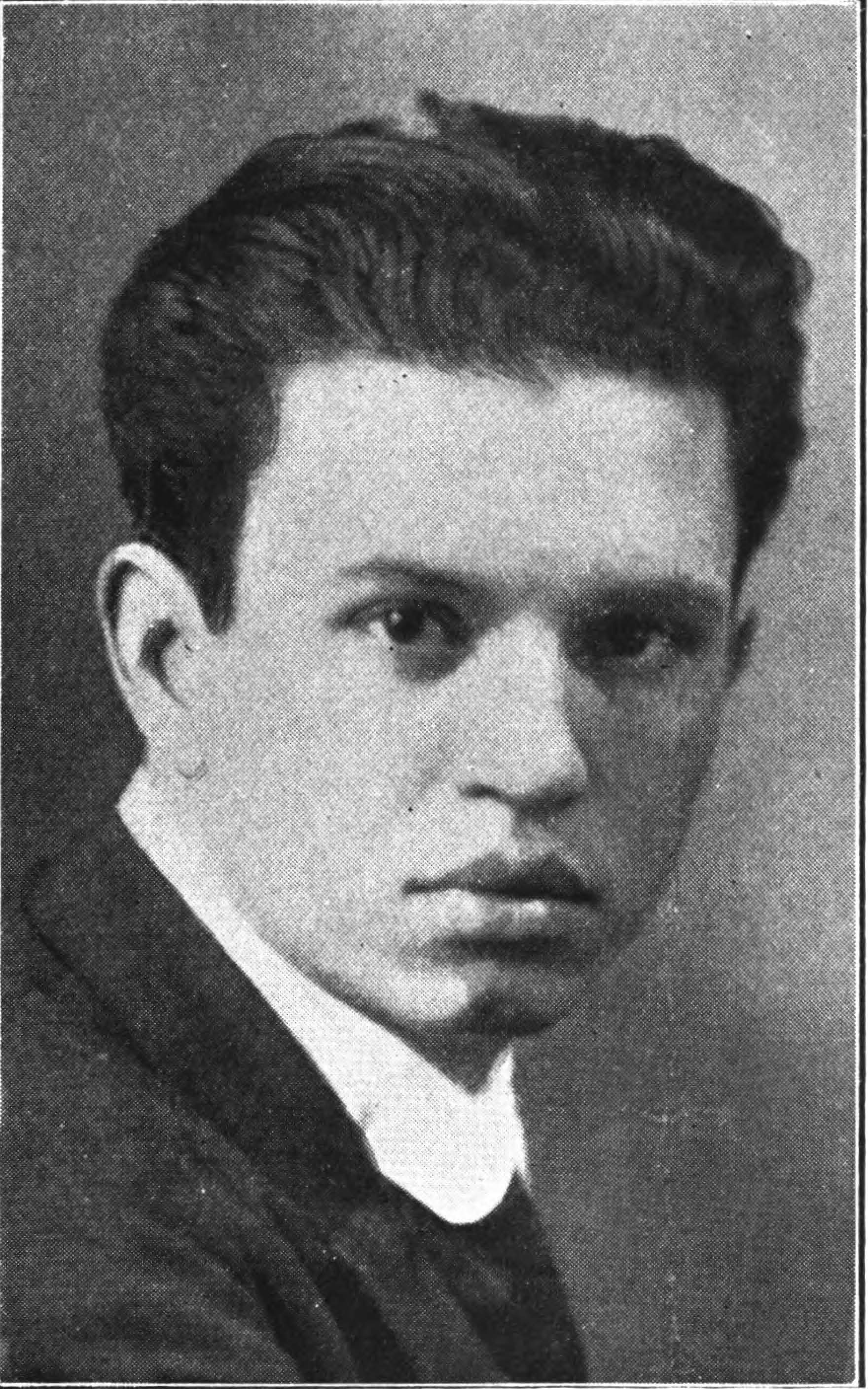
Porträtfoto in schwarzweiß von Arturo Cancela (1920)

Arturo Cancela (* 25. Februar 1892 in Buenos Aires; † 26. April 1957 ebenda) war ein argentinischer Redakteur und Schriftsteller.

## Leben
Cancela studierte an der Universidad de Buenos Aires. Nach seinem Abschluss wurde er Redakteur bei der Tageszeitung „La Nación“, diese Tätigkeit übte er bis 1945 aus. Während der Präsidentschaft von Marcelo Torcuato de Alvear berief man Cancela 1927 zum Inspektor der Oberschulen von Gran Buenos Aires.
Ab 1950 legte Cancela nach und nach alle Ämter nieder und zog sich ins Privatleben zurück. Er starb acht Wochen nach seinem 65. Geburtstag in Buenos Aires und fand dort auch seine letzte Ruhestätte.
Schwerpunkt von Canselas literarischem Schaffen war die humoristische und satirische Prosa. Seine erfolgreichste Veröffentlichung  war eine Sammlung von Erzählungen („Tre relatos porteños“), in denen er die Schwächen der Bewohnen von Buenos Aires thematisiert. Einige Veröffentlichungen entstanden auch in Zusammenarbeit mit seiner Kollegin Pilar de Lusarreta.

## Werke (Auswahl)
- Alondra.
- El amor a los sesenta.
- Cristina o la gracia de dios.
- Historia funambulesca del profesor Landormy.
- Palabras socráticas a los estudiantes.
- El secreto de la herradura.
- Tres relatos porteños.